# Осбекия
Осбекия (лат. Osbeckia) — род многолетних растений семейства Меластомовые (Melastomataceae).
Карл Линней назвал этот род в честь одного из своих учеников (одного из «апостолов Линнея») Пера Осбека (1723—1805), участника экспедиции в Китай в 1750—1752 гг.

## Ботаническое описание
Кустарники, полукустарники или травянистые растения с прямостоячими опушёнными стеблями.
Листья обычно супротивные, сидячие или черешковые. Листовые пластинки обычно опушённые, цельнокрайные.
Соцветия — метёлки или головки, состоят из четырёх—пяти цветков белого или сиреневого цвета. Гипантий кувшинчатый. Доли чашечек линейные, ланцетные или яйцевидно-ланцетные, с реснитчатым краем. Лепестки обратнояйцевидные или широкояйцевидные, иногда с реснитчатым краем. Тычинок в два раза больше, чем сегментов околоцветника, почти равных друг другу по длине. Пыльники продолговатой или продолговато-яйцевидной формы, длиннее тычиночных нитей.
Плоды — ребристые коробочки, с многочислленными зернистыми семенами.

## Распространение
Распространены в тропической Западной Африке, а также в тропической и субтропической Азии.
Китайское название рода — кит. 金锦香属.

## Виды
- Osbeckia aspera (L.) Blume, 1831
- Osbeckia aurata H.Perrier, 1945
- Osbeckia buxifolia Arn., 1837
- Osbeckia capitata Benth. ex Walp., 1850
- Osbeckia chinensis L., 1753
- Osbeckia nepalensis Hook.
- Osbeckia nutans Wall. ex C.B.Clarke
- Osbeckia rubicunda Arn., 1837
- Osbeckia stellata Buch.-Ham. ex D.Don, 1822